# Паско Кузман
Паско Кузман (мак. Pasko Kuzman; 15 жовтня 1947, Охрид) — македонський археолог.

## Приватне життя
Пасько Кузман одружений і має чотирьох доньок та онуків. У 2013 році Кузман був заарештований за звинуваченням у контрабанді старожитностей.

## Діяльність
Паско археолог, який працює на території Республіки Македонії. Та особливо багато часу, Кузман приділив району столиці Македонії — Скоп'є та Охридському озеру, яке є одним з найглибших озер у Європі. Під час розкопок, відомий археолог знайшов 3000-річний затоплені ділянки стародавнього міста Lychnidos, а також  залишки  фортеці Самуїла, які були побудовані, ймовірно, під час правління Філіпа II.
Слід відзначити, що македонський археолог написав ряд наукових праць та книг.
Паско Кузман вважається, на території Македонії,  заслуженим археологом, який зробив значний внесок у археологію країни за останні роки.

## Мандрівник у часі
Деякі науковці,вважають археолога Кузмана, психічно нестабільним. Це пов'язано здебільшого з тим, що Паско проголосив себе мандрівником у часі. На зап'ясті лівої руки, він носить три годинники, які, за його словами, допомагають йому подорожувати крізь час: один годинник відносить  його в епоху бронзи та неоліту, інший переносить його в майбутнє, а третій — попереджає його до наявності золота.